# Ulpi Marcel (jurista)
Ulpi Marcel (en llatí Ulpius Marcellus) va ser un jurista romà.
Juli Capitolí diu que era un dels consellers de l'emperador Antoní Pius, junt amb Salvi Valent, Javolè i d'altres. Va deixar algunes cites jurídiques d'una de les quals consten els cònsols de l'any, Quint Servili Pudent i Luci Fufidi Pol·lió, que ho van ser el 166. També va deixar diverses obres alguns fragments de les quals s'han conservat. Hi ha constància de 159 citacions d'aquest jurista fetes per juristes posteriors, especialment Juli Paule, Ulpià i Modestí.
En el regnat de Còmmode hi va haver un governador de Britànnia amb el mateix nom, Ulpius Marcellus, però segurament era un personatge diferent, potser el seu fill.